# Rebets
Rebets település Franciaországban, Seine-Maritime megyében. Lakosainak száma 147 fő (2022. január 1.). Rebets Bois-Guilbert, Boissay, La Chapelle-Saint-Ouen, Héronchelles és Morville-le-Héron községekkel határos.

## Népesség
A település népessége az elmúlt években az alábbi módon változott:
| Lakosok száma | 142  | 145  | 147  | 147  | 148  | 147  | 147  | 148  | 147  |
|               | 2013 | 2015 | 2016 | 2017 | 2018 | 2019 | 2020 | 2021 | 2022 |